# On the Transmigration of Souls
On the Transmigration of Souls is een compositie voor koor en orkest van de Amerikaanse componist John Adams.
On the Transmigration of Souls werd door Adams in opdracht van de New York Philharmonic en het Lincoln Center for the Performing Arts gecomponeerd ter nagedachtenis aan de slachtoffers van en ter ering van de helden tijdens de aanslagen op 11 september 2001. Het werk ging op 19 september 2002 in New York in première onder leiding van dirigent Lorin Maazel. De Nederlandse première werd verzorgd op 6 september 2003 door solisten, koren en het Radio Philharmonisch Orkest onder leiding van Edo de Waart. Op beide premièredagen stond na de pauze de Symfonie nr. 9 van Ludwig van Beethoven op de lessenaar.
Het werk laat een stijlbreuk zien in de soort muziek. Adams is vooral bekend vanwege zijn minimal music soms op basis van rockrtimes en juist dat ontbreekt grotendeels in dit werk. Het werk begint met vooraf opgenomen straatgeluiden van New York, vervolgens wordt "Missing" gedeclameerd in het ritme van een hartslag. Gedurende het gehele werk zijn vooraf opgenomen stukken te horen. Andere componisten binnen de minimal music zoals Steve Reich maakten daar al eerder gebruik van.
Met het woord 'transmigration' bedoelt Adams niet zozeer de overgang of transmigratie van de ziel na de dood, maar de verandering in de ziel en het leven van de mensen die door het verlies van een dierbare rouwen. Hij wilde met dit werk niet ingaan op de politieke aspecten van de terreuraanslagen en beperkte zich op het verdriet van de nabestaanden. Zo bevat het stuk teksten uit de oproepen aan vermiste personen die na de aanslagen in de omgeving van de ingestorte torens van het World Trade Center werden verspreid. Ook teksten van plakposters die rond de plaats waren opgehangen zijn verwerkt in het stuk. Tot slot worden ook sommige namen van slachtoffers opgesomd. In een interview noemde Adams zijn compositie een "memory space", een plek waar de luisteraars alleen kan zijn met hun gedachten en emoties.
De trompetsectie in het midden van het stuk verwijst naar The Unanswered Question van Charles Ives, waarin de trompet naar de zin van het leven vraagt over het geluid van de snaarinstrumenten die de eeuwigheid vertegenwoordigen.
De compositie ontving de Pulitzerprijs voor muziek in 2003. De premièreopname won in 2005 drie Grammy's in de categorieën 'Best Classical Recording', 'Best Orchestral Performance', en 'Best Classical Contemporary Composition'.

## Orkestratie
- Solist (kinderrstem)
- kinderkoor,
- gemengd koor van minstens 90 personen (sopraan, alt, tenor, bariton
- 1 piccolo, 3dwarsfluiten waarvan 1 ook piccolo, 3 hobo’s, 3 klarinetten, 1 basklarinet, 1 contrabasklarinet, 2 fagotten, 1 contrafagot
- 4 hoorns, 4 trompetten, 3 trombones, 2 tuba
- pauken, 4 man/vrouw percussie (waaronder glockenspiel, crotales, bellen, bekkens en triangels, 2 harpen, piano, kwarttoonpiano, celesta
- violen, altviolen, celli, contrabassen

## Discografie
- Uitgave Nonesuch Records: Preben Antonson, Brooklyn Youth Choir, New York Choral Artists, New York Philharmonic onder leiding van Lorin Maazel; andere stemmen van Sam Adams, Emily Adams, Ditsa Pines, Deborah O’Grady en Morgan Staples in de Avery Fisher Hall in Lincoln Center 19-24 september 2002.